# Czeslaw Walek
Czeslaw Walek (Třinec, 31 de enero de 1975) es un abogado y activista LGBT checo de origen polaco que ocurpó el cargo de viceministro de Derechos Humanos y Minorías Nacionales.

## Vida personal
Czeslaw Walek es de ascendencia polaca y sus padres son de nacionalidad polaca con ciudadanía checa. Creció en Třinec. Habla inglés, español, checo y polaco. Vive con su esposo holandés en Strašnice, Praga, con quien se casó el 2 de mayo de 2014 en Róterdam.

## Trayectoria profesional
Estudió derecho en Cracovia, Bélgica y Budapest, centrando su carrera en derechos humanos.  Posee además el título de mágister.
Trabajó para la sucursal checa de Transparencia Internacional y como director de programas del CEE Trust para la República Checa, Hungría y Eslovaquia. Es miembro de la junta directiva del Open Society Fund Prague.
De 2003 a 2011, con una pausa de dos años, trabajó en la Oficina del Gobierno de la República Checa. En 2007 se desempeñó como Director de la Oficina del Consejo del Gobierno de la República Checa para las Comunidades Romaníes. En 2004 elaboró el Plan de Acción para el Decenio de la Inclusión Romaní. Participó además en la creación de la Agencia de Inclusión Social Checa.
Entre 2007 y 2012 fue miembro del consejo directivo del Open Society Fund Prague.
En marzo de 2009 fue designado Viceministro de Derechos Humanos y Minorías Nacionales. Tras la dimisión del Ministro Michael Kocáb en 2010, asumió la administración de facto del ministerio. Hasta su despido en febrero de 2011, fue Director de la Sección de Derechos Humanos de la Oficina del Gobierno de la República Checa.

## Política y activismo
En 2010 se presentó sin éxito como candidato del Partido Verde para el ayuntamiento de Praga 10. En 2011, recibió el Premio Alice Garrigue Masaryk de la Embajada de los Estados Unidos por su larga labor en defensa de los derechos humanos. Desde 2011 es director del festival del Orgullo de Praga y presidente de la asociación cívica organizadora.
En las elecciones de 2013 a la Cámara de Diputados de la República Checa, se presentó como miembro del Partido Verde en el tercer lugar de la lista de candidatos en Praga, pero no tuvo éxito (el partido no entró en la Cámara de Diputados). En las elecciones municipales de 2014 se presentó como miembro del Partido Verde para el Ayuntamiento de Praga 2, en la lista de candidatos de la entidad "Verdes por Praga 2 - Partido Verde con el apoyo de los Piratas y SNK-ED ", pero fracasó nuevamente.